# Кеджори (лунный кратер)
Кратер Кеджори (лат. Cajori) — большой древний ударный кратер в южном полушарии обратной стороны Луны. Название присвоено в честь швейцарско-американского математика Флориана Кеджори (1859—1930) и утверждено Международным астрономическим союзом в 1970 г. Образование кратера относится к донектарскому периоду.

## Описание кратера

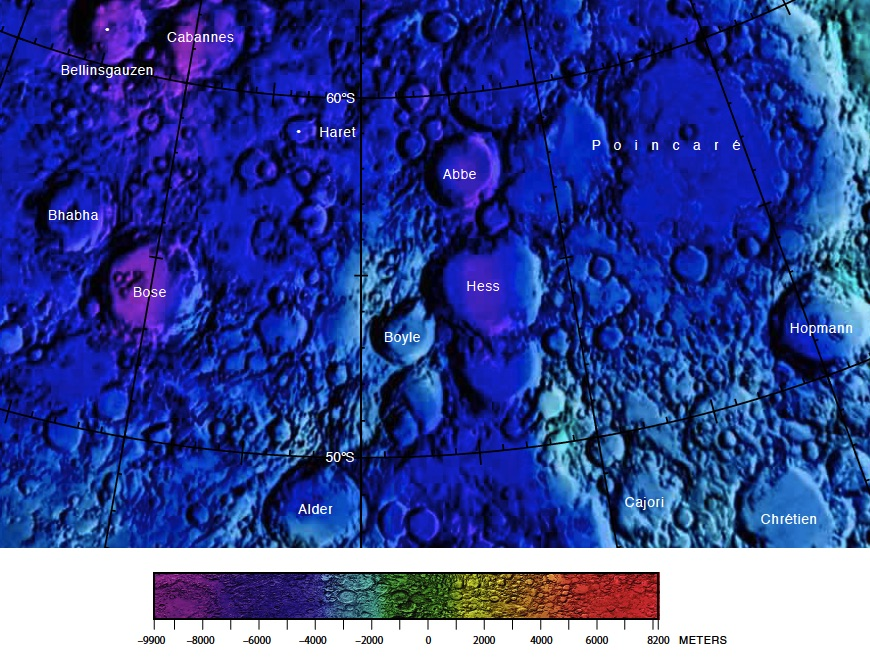
Окрестности кратера Кеджори. Фрагмент карты области южного полюса Луны (север внизу).

Ближайшими соседями кратера являются кратер Кретьен на западе-северо-западе; кратер Орем на севере; кратер Карман на северо-востоке; кратер Гесс на юго-востоке и кратер Хопман на юго-западе. Селенографические координаты центра кратера 47°40′ ю. ш. 168°42′ в. д. / 47,67° ю. ш. 168,7° в. д., диаметр 74,7 км, глубина 2,8 км.
Кратер Кеджори располагается внутри бассейна Южный полюс – Эйткен, имеет полигональную форму и практически полностью разрушен за длительное время своего существования. Вал перекрыт множеством кратеров различного диаметра, к юго-восточной части вала примыкает сателлитный кратер Кеджори  K (см. ниже). Высота вала над окружающей местностью достигает 1290 м , объем кратера составляет приблизительно 4 350 куб.км..  Дно чаши сравнительно ровное в западной части, более пересеченное в восточной. Север-восточную часть чаши перекрывают останки крупного кратера.

## Сателлитные кратеры

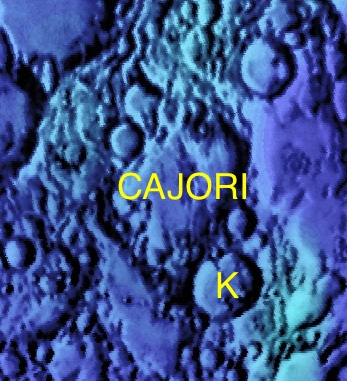
Фрагмент карты LAC-119.

| Кеджори | Координаты                                              | Диаметр, км |
| ------- | ------------------------------------------------------- | ----------- |
| K       | 49°17′ ю. ш. 169°37′ в. д. / 49,29° ю. ш. 169,62° в. д. | 30,6        |

## См.также
- Список кратеров на Луне
- Лунный кратер
- Морфологический каталог кратеров Луны
- Планетная номенклатура
- Селенография
- Минералогия Луны
- Геология Луны
- Поздняя тяжёлая бомбардировка